# MP3+G
MP3+G est un format de stockage graphique de texte, utilisé principalement pour la conversion et la lecture du format de paroles de karaoké, CD+G sur ordinateur personnel.
Ce format nommé au début MM+G, fut rebaptisé MP3+G en 1998, lorsque utilisé par WinCDG, le premier lecteur de ce format, dans le but de créer un standard informatique pour le karaoké, sans avoir besoin de CD.
On trouve[style à revoir] également depuis la paire de fichier MP3+G empaquetée et compressée au format ZIP. On l'appelle alors « MP3+G Zippé »